# Monomorium dakarense
Monomorium dakarense är en myrart som beskrevs av Santschi 1914. Monomorium dakarense ingår i släktet Monomorium och familjen myror. Inga underarter finns listade i Catalogue of Life.